# Chi trova un amico, trova un tesoro
Chi trova un amico, trova un tesoro (pt: Foi-se o Tesouro, Ficou o Amigo) é um filme de 1981, dirigido por Sergio Corbucci.
Estreou em Portugal a 17 de Dezembro de 1981.

## Sinopse
Alan (Terence Hill) perde uma fortuna em corridas de cavalos; para escapar credores, refugia-se no barco de Charlie (Bud Spencer), que se prepara para fazer uma viagem solitária à volta do mundo. Durante a viagem, Alan desvia o barco para uma ilha deserta que, segundo um tio seu, contêm um tesouro da Segunda Guerra Mundial. Mas a ilha não está assim tão deserta.

## Elenco
- Terence Hill: Alan Lloyd
- Bud Spencer: Charlie O'Brian
- Salvatore Borgese: Anulu
- John Fujoka: Kamasuka
- Luise Bennett: Mama
- Herbie Goldstein: tio Brady
- Claudio Ruffini: Kador
- Tom Tully: capitano di Marina
- Kainowa Lauritzen: Alua
- Terry Moni Mapuana: Ula
- Mirna Seya: Ola
- Salvatore Basile: Frisco Joe
- Riccardo Pizzuti: uomo di Frisco Joe